# Wojciech Groborz
Wojciech Groborz (* 8. April 1956 in Krakau) ist ein polnischer Jazzmusiker (Piano, Komposition) und Hochschullehrer, der viele Jazzstile erkundet, aber seine feste Basis im Bebop hat.

## Leben und Wirken
Groborz, der aus einer Musikerfamilie stammt, erhielt als Kind Musikunterricht und lernte zunächst Violoncello und Klavier, dann auch Posaune. Er besuchte das Fryderyk-Chopin-Musikgymnasium in seiner Geburtsstadt. Als Jugendlicher interessierte er sich für Jazz spielen und leitete erste Bands; mit 14 Jahren wurde er von Tomasz Stańko und Zbigniew Seifert unterwiesen. Als Student wurde er 1978 Mitglied von Jarosław Śmietanas Band Extra Ball, mit der das Album Go Ahead entstand und er auch auf Tournee durch die Vereinigten Staaten war. 1981 machte er seinen Abschluss an der Musikakademie Krakau; in New York nahm er Unterricht bei Hal Galper und Barry Harris.
In der Folge arbeitete Groborz mit führenden polnischen Musikern wie Janusz Muniak, Jan Ptaszyn Wróblewski und Henryk Majewski. Zwei Jahre lang spielte er in Przemysław Gwoździowskis Band Axis. Groborz gründete das Sextett After Action Satisfaction, bestehend aus Maciej Sikała (Saxophon), Piotr Wojtasik (Trompete), Grzegorz Nagórski (Posaune), Jacek Niedziela (Kontrabass) und Jerzy Głod bzw. Krzysztof Zawadzki (Schlagzeug). 
1986 gründete Groborz sein Trio, zu dem der Bassist Antoni Dębski und der Schlagzeuger Jacek Pelc gehörten; dieses Trio, mit dem zunächst das Album After Action erschien, bestand nur mehrere Monate; später reaktivierte er es in anderer Besetzung mehrfach; so entstand 2000 das Album Yet Another Bebop Day für Not Two Records. 1987 wurde er Mitglied des im traditionellen Jazz verhafteten Jazz Band Ball Orchestra, mit der er mehrfach durch Europa und viele Jahre lang an der Westküste der USA tourte. Gleichzeitig war er Co-Leiter eines Quintetts, das er mit Jan Kudyk leitete. Seit 2008 gründete er weitere Bands wie das Groovin' High Octette, Klinikum Brazilikum, Collegium Latina oder Symptomatic Jazz, 2017 auch Orchester Dedicated, nachdem er bereits das Quartett Paceline 4 gegründet hatte. Er ist auch auf Alben von Elżbieta Adamiak, Brad Terry, Katarzyna Radwańska und Leszek Zadlo/European Art Ensemble zu hören.
Seit 2002 ist Groborz Dozent an der Krakauer Musikakademie, wo er auch die Bigband leitet; zu seinen Schülern gehören Bogdan Hołownia, Joachim Mencel, Kuba Stankiewicz und Paweł Kaczmarczyk.